# Kreuzmühle (Bad Neustadt an der Saale)
Kreuzmühle ist ein Gemeindeteil der Kreisstadt Bad Neustadt an der Saale im unterfränkischen Landkreis Rhön-Grabfeld in Bayern.

## Lage
Die Einöde liegt in der Gemarkung Brendlorenzen an der Verbindungsstraße nach Querbachhof direkt am Fluss Brend.

## Geschichte
Die Kreuzmühle ist seit dem 19. Jahrhundert in Familienbesitz. 1947 erfolgte der Einbau einer Turbine um die Wirtschaftlichkeit zu erhöhen. 1972 wurde der Mühlenbetrieb wegen mangelnder Rentabilität aufgegeben. Ab 1985 wurde mit dem Mühlrad Strom erzeugt.